# Monthermé
Monthermé település Franciaországban, Ardennes megyében. Lakosainak száma 2155 fő (2022. január 1.). Monthermé Bogny-sur-Meuse, Deville, Hargnies, Laifour, Revin, Sécheval, Thilay és Tournavaux községekkel határos.

## Népesség
A település népességének változása:
| Lakosok száma | 3212 | 3103 | 2866 | 2573 | 2413 | 2343 | 2335 | 2237 | 2191 | 2155 |
|               | 1968 | 1982 | 1990 | 2006 | 2013 | 2015 | 2017 | 2019 | 2020 | 2022 |